# Carmen ad Astralabium
Carmen ad Astralabium – średniowieczna pieśń łacińska skierowana do Astrolabiusza, obejmująca ponad 500 dwuwierszy. Adresatem utworu jest syn Abelarda i Heloizy Astrolabiusz, autorem jest być może sam Abelard. Pomimo faktu, że wszystkie zachowane manuskrypty zawierające tekst utworu przypisują go Abelardowi, autorstwo filozofa jest kwestionowane.
Życie Astrolabiusza jest słabo znane, nie wiadomo o nim wiele prócz tego, że był kanonikiem w Nantes. W zachowanej korespondencji Heloizy i Abelarda wzmianki o synu są bardzo rzadkie. Nieznany jest więc kształt relacji między Abelardem a synem.
Utwór jest suchy i pozbawiony szczególnej wartości literackiej. Treść ogranicza się do pouczeń moralnych i praktycznych mówiących o obowiązku pilności w nauce, naturze kobiet, obowiązku moralnym itp. Zwraca uwagę bezosobowy, pozbawiony wszelkich elementów emocjonalnych ton pieśni. Winthrop Wetherbee zwraca jednak przy tym uwagę na fragment, w którym wymieniona jest Heloiza (nie wykluczając przy tym, że może on stanowić późniejszą interpolację) - fragment ten ma się według niego cechować większym niż reszta utworu napięciem, będąc wręcz rodzajem wyznania Abelarda przed synem, że filozof nie wypełnił właściwie obowiązku duchowej opieki nad Heloizą. Z tego względu, oraz mając na uwadze pewne prawdopodobne reminiscencje tekstów wcześniejszych, Wetherbee uznaje Carmen ad Astralabium za jeden z ostatnich tekstów napisanych przez Abelarda.
Tekst krytyczny utworu przygotowała J. Rubingh-Bosscher w: Peter Abelard, Carmen ad Astralabium, Groningen 1987.